# Хун Цзіньцюань
Хун Цзіньцюань (1 січня 2003) — китайський плавець.
Олімпійський чемпіон юнацьких ігор 2018 року, учасник Олімпійських ігор 2020 року.